# Lista de navios da White Star Line
A Oceanic Steam Navigation Company, mais conhecida como White Star Line, foi uma proeminente companhia de transporte marítimo do Reino Unido que operou desde a metade do século XIX até meados do século XX. Ela se concentrava principalmente na operação de grandes navios transatlânticos em rotas entre o Reino Unido e a América do Norte, porém também possuía um certo número de embarcações que realizavam viagens para diversas outras partes do mundo, principalmente para a Austrália e Nova Zelândia.

## Década 1850
- Red Jacket (1853)
- Blue Jacket (1854)
- Tayleur (1854)
- Royal Standard (1863)

## Década 1870
- Oceanic (1870)
- Atlantic (1871)
- Baltic (1871)
- Tropic (1871)
- Asiatic (1871)
- Republic (1872)
- Adriatic (1872)
- Celtic (1872)
- Traffic (1872)
- Belgic (1872)
- Gaelic (1873)
- Britannic (1874)
- Germanic (1874)

## Década 1880
- Arabic (1881)
- Coptic (1881)
- Ionic (1883)
- Doric (1883)
- Belgic (1885)
- Gaelic (1885)
- Cufic (1885)
- Imo (1889)
- Teutonic (1889)

## Década 1890
- Majestic (1890)
- Nomadic (1891)
- Tauric (1891)
- Magnetic (1891)
- Naronic (1892)
- Bovic (1892)
- Gothic (1893)
- Cevic (1894)
- Pontic (1894)
- Georgic (1895)
- Armenian  (1895)
- Delphic (1897)
- Cymric (1898)
- Afric (1899)
- Medic (1899)
- Oceanic (1899)
- Persic (1899)

## Década 1900
- Runic (1900)
- Suevic (1901)
- Celtic (1901)
- Athenic (1902)
- Corinthic (1902)
- Ionic (1902)
- Cedric (1903)
- Victorian (1903)
- Arabic (1903)
- Romanic (1903)
- Cretic (1903)
- Republic (1903)
- Canopic (1904)
- Cufic (1904)
- Baltic (1904)
- Tropic (1904)
- Gallic (1907)
- Adriatic (1907)
- Laurentic (1908)
- Megantic (1909)

## Década 1910
- Zeeland (1910)
- Nomadic (1911)
- Traffic (1911)
- Olympic (1911)
- Belgic (1911)
- Zealandic (1911)
- Titanic (1912)
- Ceramic (1912)
- Vaterland (1914)
- Lapland (1914)
- Britannic (1914)
- Belgic (1911)
- Vedic (1918)
- Bardic (1919)

## Década 1920
- Gallic (1920)
- Mobile (1920)
- Arabic (1920)
- Homeric (1920)
- Haverford (1921)
- Poland (1922)
- Majestic (1922)
- Pittsburgh (1922)
- Doric (1922)
- Delphic (1925)
- Regina (1925)
- Albertic (1927)
- Calgaric (1927)
- Laurentic (1927)

## Década 1930
- Britannic (1930)
- Georgic (1932)